# Mae Dahlberg
Mae Dahlberg (24 de mayo de 1888 – 1969) fue una artista de music hall y vodevil, así como actriz cinematográfica, cuya trayectoria incluye varias películas rodadas en Hollywood en la época del cine mudo.

## Biografía
Su nombre completo era Charlotte Mae Dahlberg; nació en Australia. En 1917, encontrándose en California, formó un número de variedades con Stan Laurel. En 1917 actuó en un corto cómico, Nuts in May, notable por ser el debut en el cine de Stan Laurel (acreditado como Stan Jefferson). Mae Dahlberg aparecía en varios de sus filmes como "Mae Laurel".
Aunque Stan y Mae nunca se casaron, vivieron juntos con la fórmula de common-law marriage entre 1919 y 1925. Mae afirmaba que había sido ella la que sugirió a Stan cambiar su apellido por Laurel.
En 1924, Laurel había dejado la escena para dedicarse a tiempo completo al cine, contratado por Joe Rock para rodar doce cortos cómicos. El contrato tenía una inusual cláusula, y era que Dahlberg no actuara en ninguna de las cintas; Rock pensaba que el carácter de ella interfería negativamente en la carrera de Laurel. En 1925, Rock ofreció a Dahlberg dinero a cambio de viajar a su nativa Australia, lo cual ella aceptó finalmente.
Mae Dahlberg falleció en 1969 en Nueva York, Estados Unidos.

## Filmografía
- Nuts in May (1917)
- Huns and Hyphens (1918)
- Bears and Bad Men (1918)
- Mud and Sand (1922)
- The Pest (1922)
- When Knights were Cold (1923)
- Under Two Jags (1923)
- Frozen Hearts (1923)
- The Soilers (1923)
- Mother's Joy (1923)
- Near Dublin (1924)
- Rupert of Hee Haw (1924)
- Wide Open Spaces (1924)